# Apogon timorensis
Apogon timorensis es una especie de pez de la familia de los apogónidos en el orden de los perciformes.

## Morfología
Los machos pueden llegar a alcanzar los 9 cm de longitud total.

## Distribución geográfica
Se encuentran desde el Mar Rojo y el sur de Omán hasta KwaZulu-Natal (Sudáfrica), Japón y el norte de Australia.